# Mame (maison d'édition)
Pour les articles homonymes, voir Mame.
Les Éditions Mame sont une maison d'édition française installée à Tours en 1796. Spécialisée dans l'édition religieuse, elle connaît une forte croissance au XIXe siècle sous l'impulsion d'Alfred Mame qui établit à Tours une grande usine d'impression.
En 1980, la famille Mame cède ses parts à Desclée de Brouwer. Aujourd'hui, la maison d'édition est une filiale des Éditions Fleurus au sein du groupe Média-Participations.

## Histoire

### La fondation

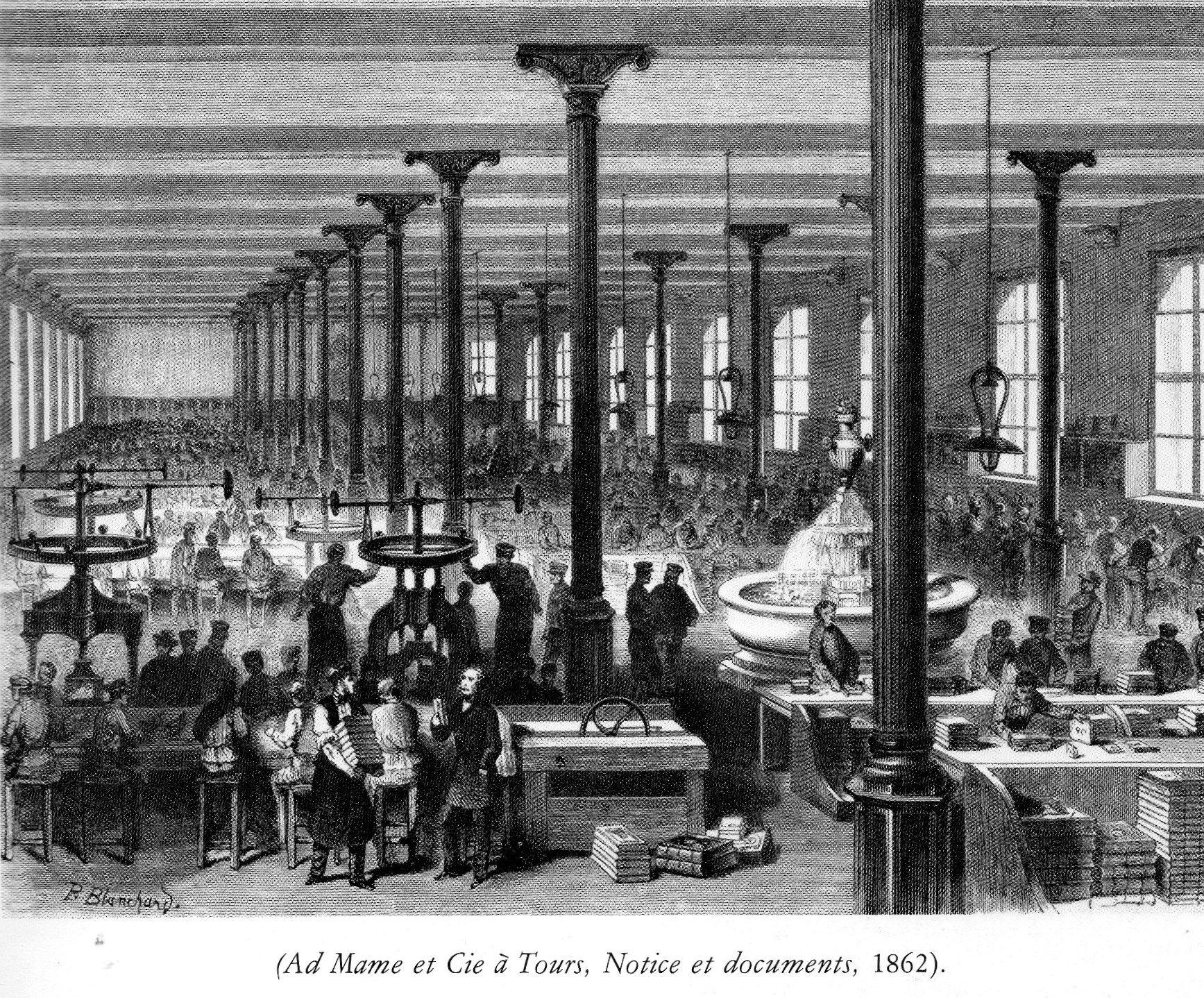
Presse à balancier - Mame à Tours.

La maison d'édition est fondée par Charles-Pierre Mame (1747-1825), qui crée à Angers une librairie en 1778 puis une imprimerie en 1781, essentiellement pour produire deux journaux. Très vite, il devient l’imprimeur le plus important de la région. Il installe ses fils dans ses différents centres de production : Angers, Paris, et Tours. Les activités d'impression de la famille Mame se déploient à Tours après la mort du fondateur, et la faillite de la librairie parisienne. Ce sont deux de ses fils, et surtout son petit-fils, Alfred Mame qui vont donner un caractère industriel à l’entreprise familiale.
Le fils aîné de Charles, Louis (1775-1839) devenu libraire et éditeur à Paris, publiait des ouvrages de Germaine de Staël, mais les tracasseries de la police napoléonienne causèrent en partie sa ruine. Il se vengea en éditant, aux derniers jours de l’Empire, le célèbre libelle de Chateaubriand De Buonaparte et des Bourbons.
Un autre fils, Amand (1776-1848), développa à Tours une imprimerie que son père avait fondée en 1796, et qui se chargea des publications de la préfecture et de l’évêché. En 1833, il appela à la direction son neveu et gendre Ernest Mame (futur maire de Tours), et son fils Alfred qui en prit seul la direction en 1845. La raison sociale « Amand Mame et Cie » resta en usage jusqu'en 1863, avant de devenir « Alfred Mame & fils, Tours ».

### Alfred Mame, un homme d’affaires novateur

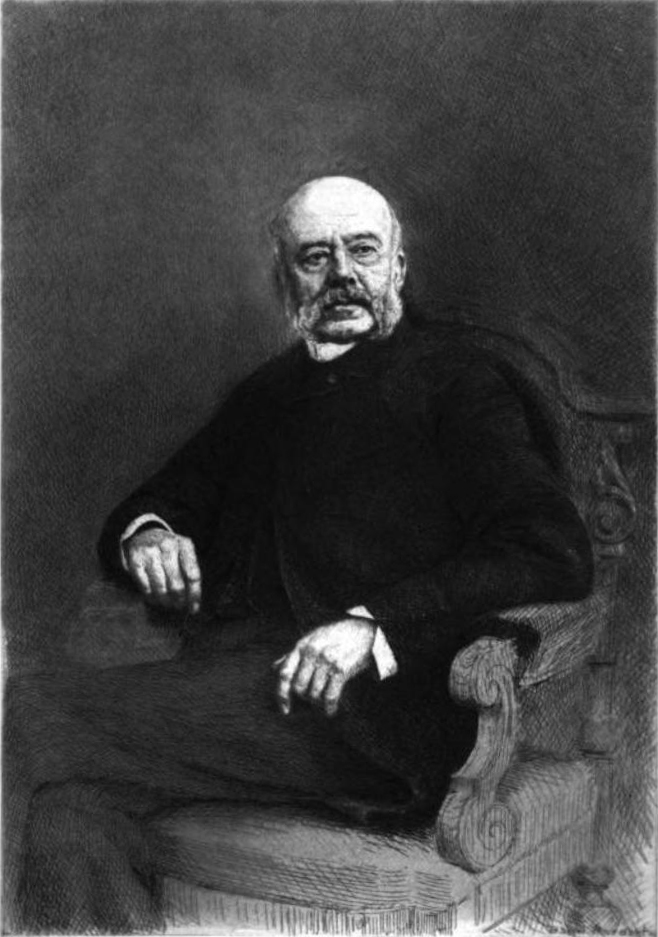
Alfred Mame à la fin de sa vie.

Après avoir édité, en collaboration avec son cousin Ernest Mame, de 1833 à 1845, quelques ouvrages classiques et quelques livres de piété, Alfred conçoit et réalise, pour la première fois, l’idée de réunir dans la même maison éditrice, un certain nombre d’ateliers où seraient regroupées toutes les industries liées à la réalisation de livres : impression, reliure, vente, et expédition. Par analogie avec la grande usine sidérurgique du Creusot, l’entreprise Mame est appelée le « Creusot » littéraire. Mame publia les livres de la Bibliothèque de la jeunesse chrétienne. Le livre La Touraine, Histoire et monuments fut exposé à l’Exposition universelle de 1855 et a été le livre le plus richement illustré de son temps (par Karl Girardet, Louis Français et H. Catenacci). On trouve également parmi le catalogue de l’entreprise une Bible avec des illustrations de Gustave Doré le Charlemagne d'Alphonse Vétault, le Saint Louis de Wallon, les Chefs-d’œuvre de la langue française.
Mame est aussi l’un des principaux propriétaires des papeteries de La Haye-Descartes (dont il a été l'un des fondateurs avec Ernest Mame, Henri et Eugène Goüin, Charles de Montgolfier et Hettere), et on pouvait donc dire qu’un livre, à partir du moment où les chiffons étaient transformés en papier jusqu’au moment où on procédait à la reliure, passait entre les mains d’une suite d’ouvriers qui dépendaient tous de Mame. Quotidiennement, depuis 1865, il sort de la maison d’édition trois à quatre mille kilos de livres. De 600 ouvriers en 1848, Mame en emploie 1200 en 1862 puis 1500 en 1866,.
La maison Mame devient la référence en matière d’édition religieuse, et obtient l’exclusivité d'édition du missel romain dans le monde entier. Alfred Mame, comprenant le parti à tirer des lois scolaires qui se succèdent à partir des années 1830 se lance dans l'édition de livres scolaires. La loi Falloux de 1850 lui sera tout particulièrement favorable. Les éditions MAME publient à grande échelle des livres de prix et des ouvrages pour la jeunesse. En 1853, la maison Mame publie 4,5 millions de volumes (par an) ; en 1863 le volume s'élève à 6 millions dont trois étaient des livres reliés. 

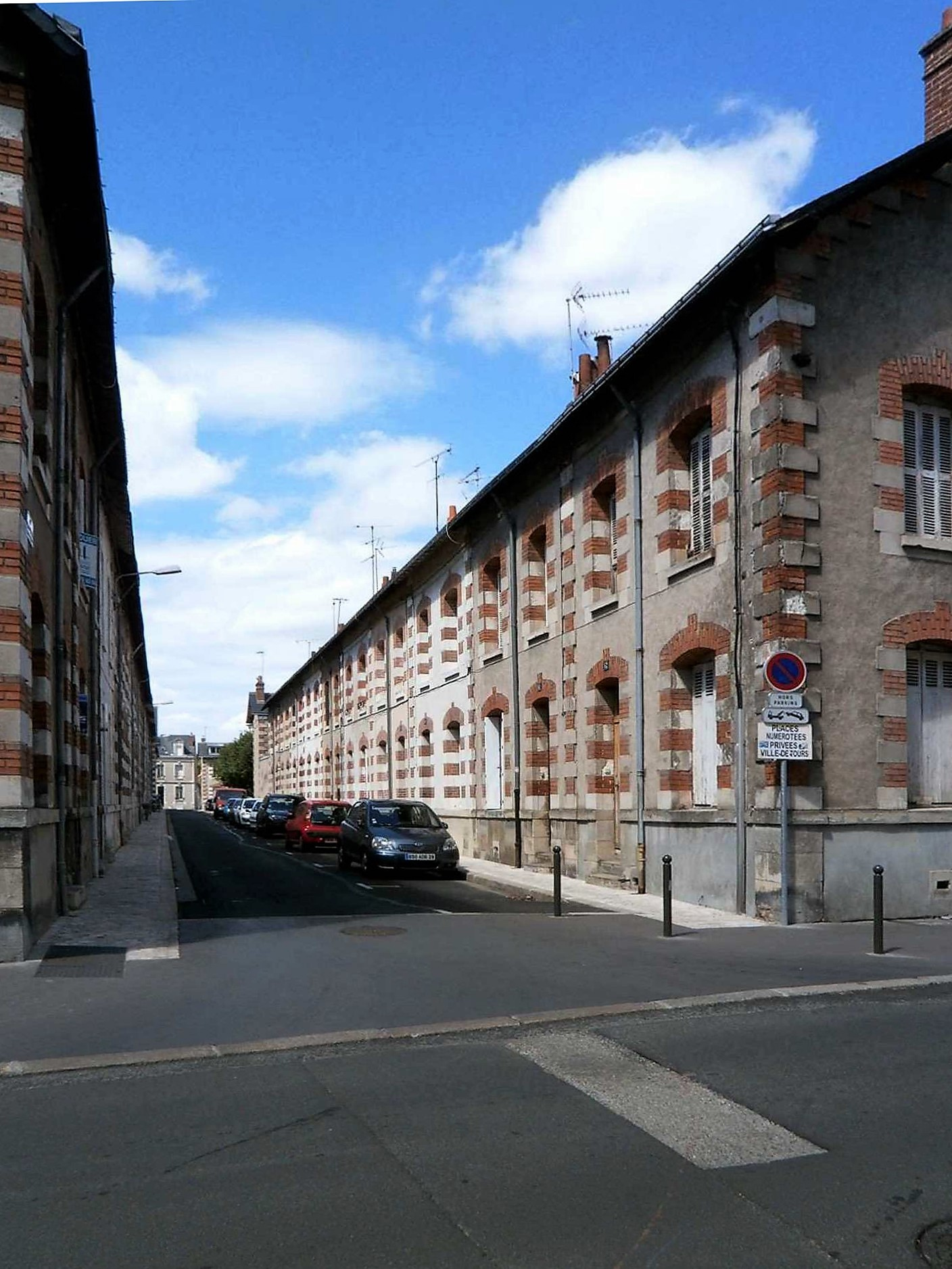
La cité Mame.

Novateur au niveau industriel (la gigantesque usine construite à Tours obéit à un principe rigoureux de division et de mécanisation du travail), Alfred Mame développe une politique sociale inspirée des théories de Frédéric Le Play : 
- une caisse de retraite et une caisse de secours mutuel sont créées.
- la salle d’asile est gratuite pour les enfants du personnel.
- une cité ouvrière est construite en 1869, elle accueille 62 familles dans de petites maisons avec jardin privatif, contre un loyer modique.

La famille Mame est le premier employeur de la ville.
Après le Second Empire, l'entreprise Alfred Mame et fils est devenu le deuxième éditeur religieux de France, mais le premier relieur industriel et concepteur de cartonnage. Ces derniers étaient réputés et reçurent de nombreux prix.

### Les descendants

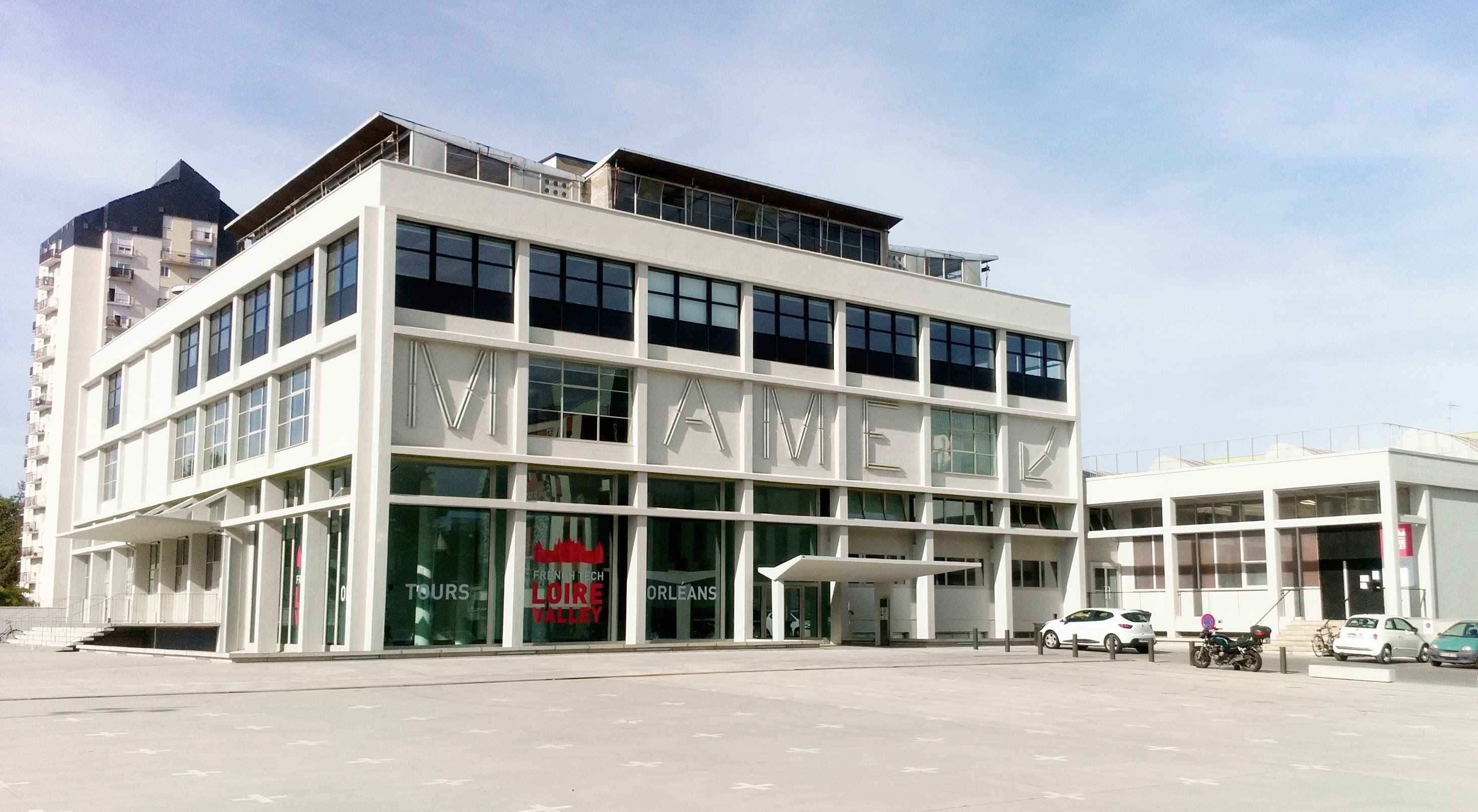
L'imprimerie Mame à Tours après sa réhabilitation.

À la mort d’Alfred Mame en 1893, l'entreprise est prospère. Son fils Paul Mame (1833-1903) prend alors tête de l'entreprise jusqu'en 1900.
L'entreprise, au cours des décennies suivantes, va maintenir son activité d'éditeur religieux tout en se recentrant sur l'imprimerie et le façonnage. En 1894, la Revue Mame est lancée : illustrée, elle accueille pendant près de dix ans des artistes comme Job, Albert Robida, Auguste Vimar et Alfons Mucha.
Armand Mame (1864-1926), le fils de Paul, réussit à bien gérer la sortie de guerre et réalise des investissements immobiliers très bénéfiques sur la région de Tours. Le Missel quotidien des fidèles du père José Feder fut longtemps l'une des meilleures ventes de la maison.
En 1940, les locaux de Mame, et avec eux 7 millions de livres, sont détruits par les bombardements de Tours. En 1945, Alfred Mame (1909-1994) reprend l'entreprise et lance en 1950 la construction d'une vaste usine totalement moderne, connue aujourd'hui sous le nom de site Mame et implanté au cœur du quartier Lamartine. L'usine réalise entre autres pour le compte de Gallimard la collection La Pléiade et pour d'autres éditeurs, quantité de livres scolaires.
En 1980, la famille cède à Desclée de Brouwer l'entreprise qui sera peu à peu reprise par le groupe Média-Participations. Aujourd'hui, la marque Mame est partie intégrante du groupe Fleurus.[réf. nécessaire]
Au début du XXIe siècle, les éditions Mame ont encore une imprimerie à Tours, mais celle-ci est placée en redressement judiciaire en 2010. Le site est abandonné alors que l'activité de façonnage à Chambray-les-Tours est rachetée, conservant 26 emplois sur un total de 240,.

## Études historiques
En 1940, la destruction des usines et bâtiments de Mame à Tours par les bombardements entraine la perte totale des archives historiques de l'entreprise. En effet, aucun échange d'archive (ou de documents) avec un fonds historique n'a permis de récupérer des éléments historiques sur l'histoire industrielle de l'établissement.
Contrairement aux autres grandes maisons d'édition du XIXe siècle, la maison Mame n’a jamais fait l’objet d’une grande étude d’envergure universitaire. En 2016, l'ANR a lancé une étude pour combler cette lacune.

## Secteur d'activité
Depuis plus de deux siècles, les éditions Mame poursuivent la publication de livres religieux. Ces livres adressent différents secteurs :
- des livres pour la jeunesse (du plus jeune âge à l’adolescence, comme Chrétiens des catacombes de Sophie de Mullenheim)
- des livres pour toute la famille (« Collection pour tous », 387 volumes de 1927 à 1955)
- des ouvrages de référence (réflexion et de spiritualité)
- des documents pour la catéchèse
- des livres liturgiques

Les éditions Mame regroupent les groupes Mame, Mame-Tardy et Mame-Desclée. Elles possèdent également les marques Chalet, Droguet & Ardant, Édifa, Éditions Universitaires, Fleurus Rameau.